# Catedral de Ávila
La Catedral del Salvador es un templo de culto católico de la ciudad española de Ávila, sede episcopal de la diócesis del mismo nombre. Fue proyectada como templo y fortaleza, siendo su ábside uno de los cubos de la muralla de la ciudad.
La construcción, mezcla de estilos gótico y románico, data del siglo XII y está considerada como la primera catedral gótica de España. Se inscribe en planta de cruz latina formada por tres naves, crucero y cabecera semicircular de doble girola. Esta variedad de arquitectura da lugar a un conjunto exterior sobrio y fortificado que al interior da paso a la ligereza gótica con toques renacentistas.
Está rodeada de varias casas o palacios señoriales, siendo los más importantes el de los Velada, el del Rey Niño y el de Valderrábanos, los cuales tenían asignada la defensa de La Puerta de los Leales o del Peso de la Harina.

## Historia

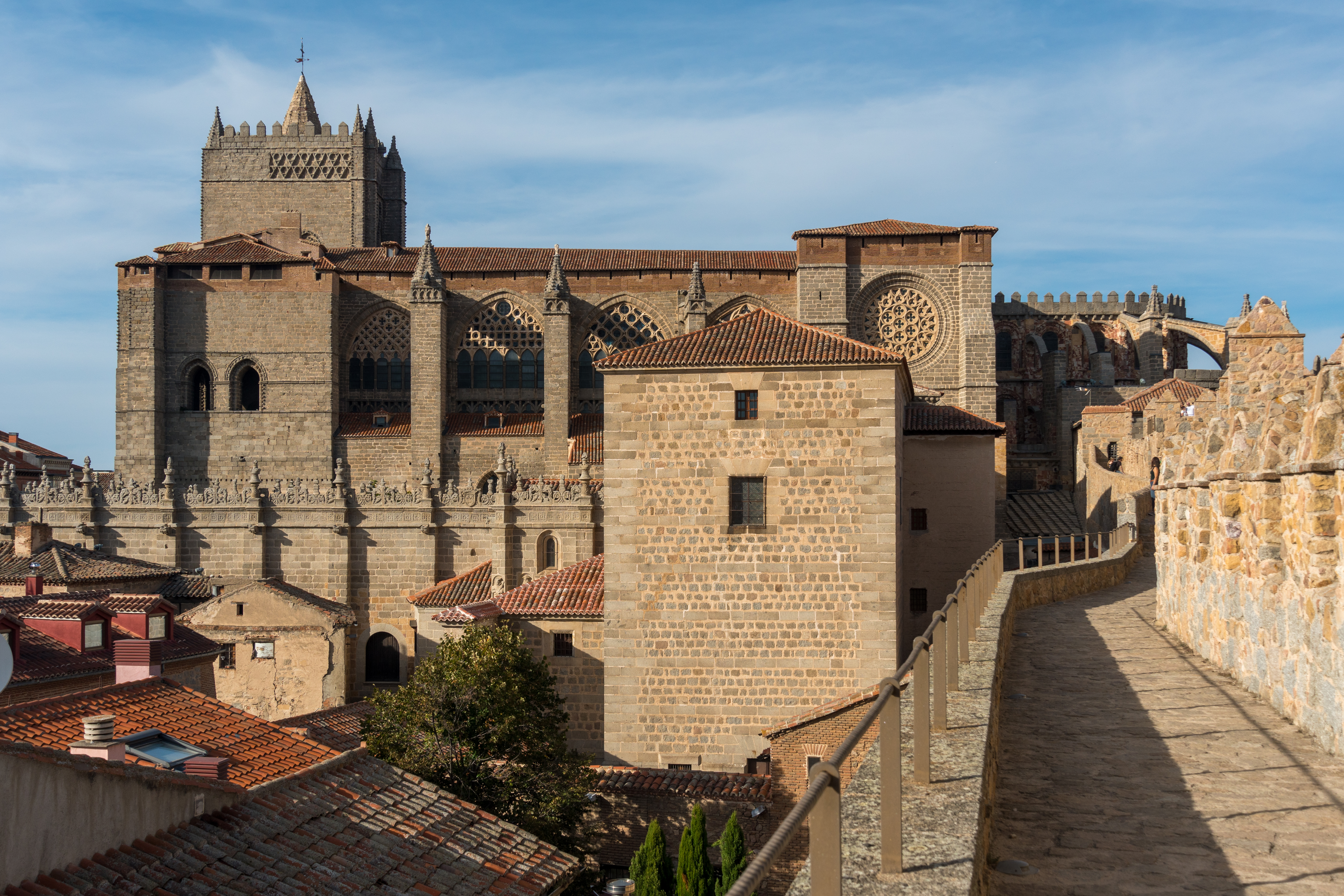
Fachada sur vista desde la muralla

No se sabe con precisión cuándo se inició la construcción de la catedral, habiendo dos teorías, una que defiende que Alvar García comenzó a construirla en el año 1091 sobre los restos de la iglesia mozárabe de San Salvador, arruinada por los sucesivos ataques musulmanes, y que Alfonso VI de León recaudó el dinero necesario para edificarla.
No obstante, la mayoría de los historiadores otorgan al maestro Giral Fruchel la autoría de la catedral y la fechan en el siglo XII, coincidiendo en la línea temporal de la repoblación castellana llevada a cabo por Raimundo de Borgoña. Se cree que Fruchel construyó la parte más antigua de la catedral, la correspondiente a la cabecera, mientras que el cuerpo de naves, las capillas adyacentes y el remate de las torres, serían fruto de las sucesivas obras entre los siglos XIII y XVI.
Fruchel es considerado el precursor del templo tal y como existe hoy en día, así como de traer a Ávila las primeras formas góticas de Borgoña (Francia). Fue él quien se encargó de las obras a partir de 1172 y que a su muerte en 1192 vería casi finalizada la compleja cabecera llevada a cabo principalmente con piedra de "arenisca sangrante" por su impactante veteado rojo férrico sobre fondo blanco, procedente del valle de Amblés. A partir de su muerte otros maestros continuarían y modificarían el plan de las obras, ya en estilo gótico y con piedra berroqueña.
La tercera fase de las obras pertenece a los años de apogeo del gótico, finales del siglo XIII hasta mediados del siglo XIV. Por entonces se reformó el crucero, se realizaron el claustro y las sacristías y se terminaron los muros superiores de la nave central, sustentados por arbotantes sobre gruesos contrafuertes. Durante estas obras, impulsadas principalmente por el obispo Sancho Blázquez Dávila, también se remataron los muros con un cuerpo de ladrillo y el tejado a dos aguas que protegen las bóvedas de piedra, aunque quedó sin concluir la torre derecha de la fachada por falta de medios.
La catedral de Ávila fue declarada Monumento Histórico Artístico el 31 de octubre de 1914. Esta medida pretendía dejar sin efecto ciertas medidas desamortizadoras así como que su tutela estuviera a cargo del Estado.
En 2009, el Tribunal Supremo falló el recurso de casación en contra del obispado abulense por unas obras que inició el entonces obispo Adolfo González Montes. Las obras concluyeron en 2002 y sobre las tumbas se colocó una estructura que impide la contemplación de las laudas. La Real Academia de la Historia lo denunció y el Tribunal Superior le dio la razón en 2005 exigiendo la retirada del altar y del ambón. El Obispado y el Cabildo Catedralicio recurrieron alegando que la obra era necesaria.
Las obras de reforma del presbiterio de la catedral fueron inauguradas el 23 de junio de 2002 con una misa. Contaron con un presupuesto que superó los 180 000 € y se prolongaron durante más de tres años.

## Descripción exterior

Charles Clifford: Catedral ábside Avila, 1860

El desarrollo de la catedral a lo largo de los siglos de construcción hace que existan diferentes estilos e influencias en ella, dando lugar a un conjunto de exterior sobrio y fortificado que al interior da paso a la ligereza gótica con toques de la arquitectura renacentista.
Se trata de la primera catedral gótica de España, al estilo de las francesas de la Île-de-France (Saint-Denis a la que se parece bastante y Vézelay) siendo la zona construida por Fruchel de estilo románico de transición al gótico. Posteriormente, distintos maestros continuaron y modificaron el plan de obras ya en estilo gótico pleno.
Del siglo XIII son el primer cuerpo de las torres y las naves y del XIV el segundo cuerpo de las torres (una de ellas inacabada), el claustro, las bóvedas y los arbotantes. Ya en el siglo XV se terminan todas las obras de la catedral y, en 1475, Juan Guas construye el reloj mecánico, además de trasladar la primitiva portada occidental al lado norte.
Cabe destacar la existencia de la "Casa del Campanero" dentro de la torre de la catedral. Se encuentra al nivel del cuerpo de campanas y se trata de una casa de sencillo estilo castellano con sala y dos alcobas, cocina con chimenea, y otras pequeñas habitaciones que forman parte de la vivienda. Esta vivienda se mantiene intacta tal y como la habitaron los últimos campaneros hasta los años 1950.

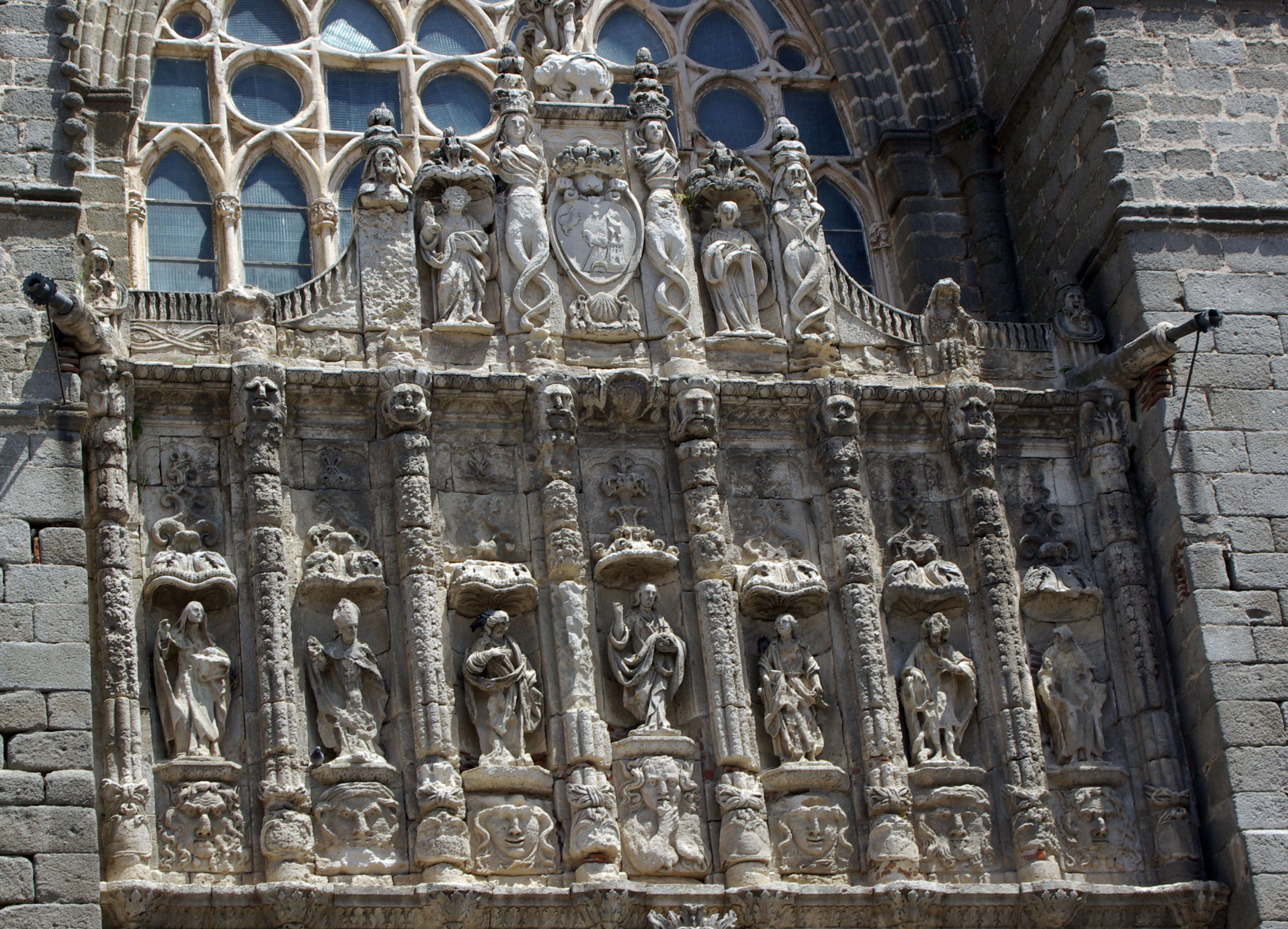
Detalle del pórtico

La entrada de la Puerta Occidental se compone de un arco de medio punto decorado con medallones y motivos florales. Sobre él se dispone un pequeño tímpano en el que aparece una escena del Martirio de San Segundo, seguido por una sucesión de arquivoltas apuntadas que descansan sobre finas columnas. En las jambas de la puerta destacan las esculturas de dos salvajes que custodian y protegen la entrada al edificio, los conocidos como Gog y Magog, que intimidan al visitante para que mantenga una devota conducta tras cruzar las puertas.
El claustro de la catedral fue comenzado en el siglo XIV en estilo gótico y rematado en el siglo XVI por una crestería renacentista de granito, realizada por los maestros Mateo, Pedro de Viñegra y Vasco de la Zarza. En el interior presenta cubierta de bóvedas de crucería y se abre al patio mediante grandes ventanales propios al estilo del gótico pleno, pero que en su mayor parte son resultado de las restauraciones llevadas a cabo en 1980. Las cristaleras que aíslan el interior del claustro se instalaron en 2004.
Bajo la protección de la declaración genérica del Decreto de 22 de abril de 1949, y la Ley 16/1985 sobre el Patrimonio Histórico Español. Forma parte de la Ciudad vieja de Ávila e iglesias extramuros, declarada Patrimonio de la Humanidad en 1985.

## Interior

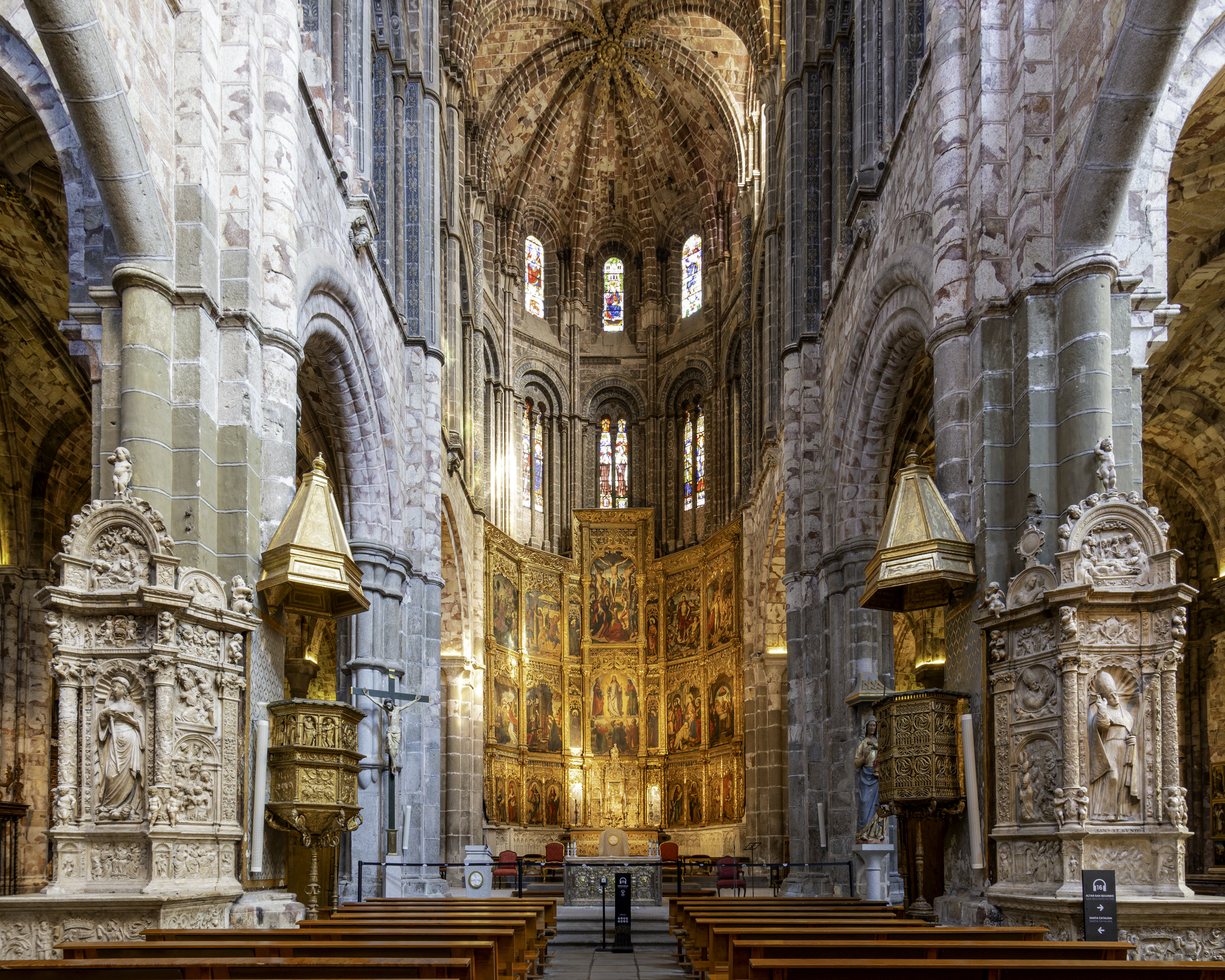
Panorama del interior

La catedral de Ávila está considerada como la primera catedral gótica de España.
La planta posee influencias francesas y cierta semejanza con la basílica de Saint-Denis, la primera iglesia gótica. De gran originalidad es la cabecera, por un doble motivo: al exterior se encuentra fortificada, a modo de ábside macizo y almenado, popularmente conocido como Cimorro; mientras que al interior presenta un doble deambulatorio, con finas columnas y arcos ojivales, que aportan a este espacio una sensación de ligereza y diafanidad.
El cuerpo de naves corresponde a un periodo en el que el gótico había entrado en una fase más depurada y luminosa. Las tres naves son de igual anchura pero la central es notablemente más alta, y se abre con grandes ventanales al exterior. Las bóvedas son en su mayoría de crucería simple cuatripartita.

### Altar Mayor

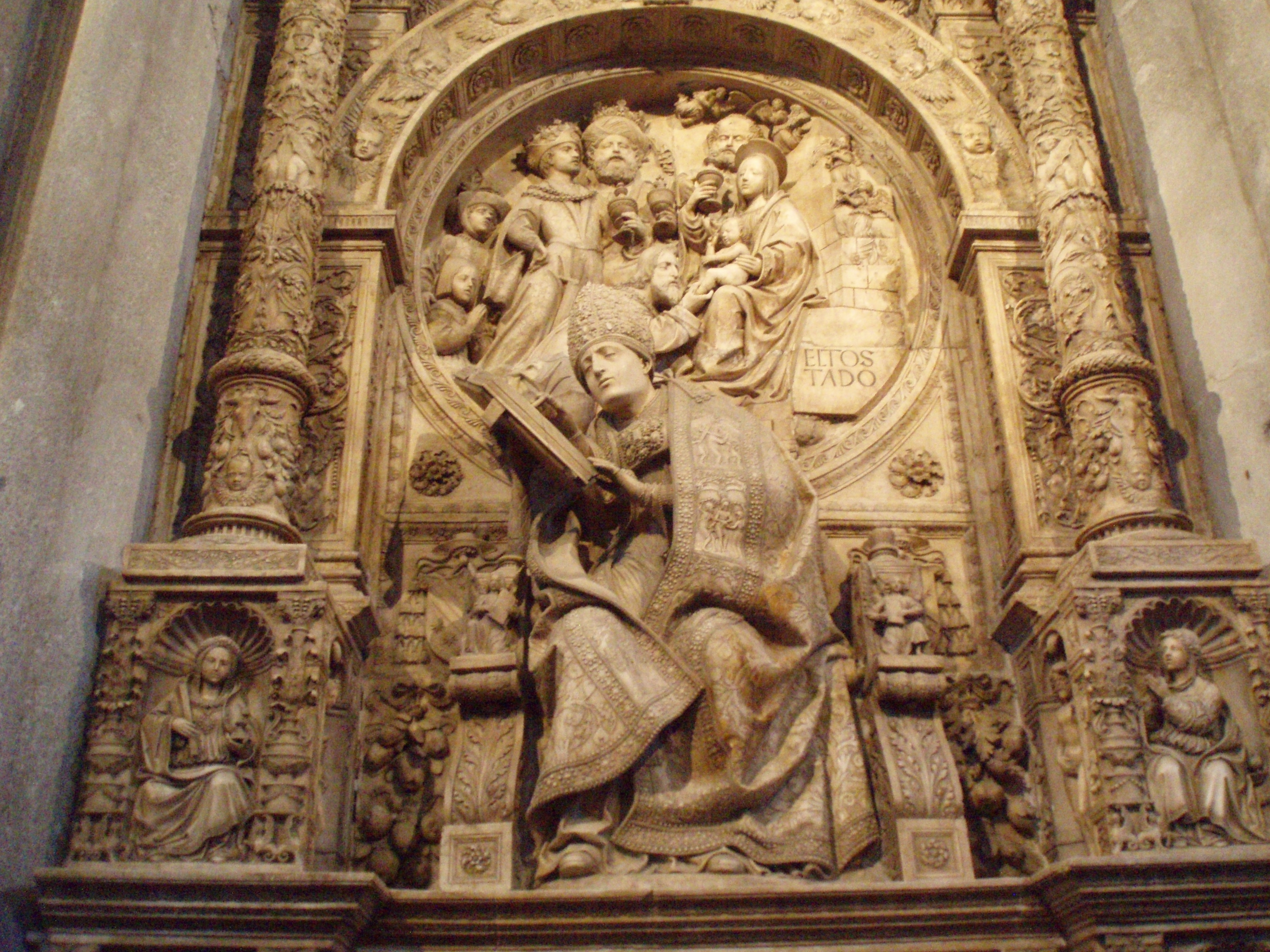
Sepulcro de Alonso de Madrigal en el trasaltar

El retablo del Altar Mayor, es una de las obras maestras de la pintura abulense, se inicia a manos del pintor Pedro Berruguete en 1499, dando las trazas generales y realizando el cuerpo inferior o predela, en la que representa a los cuatro doctores de la Iglesia y a los evangelistas.
El trasaltar es el espacio dedicado a la sepultura del obispo del siglo XV, Alonso de Madrigal o El Tostado, que ocupó la cátedra entre 1449-1455 y destacó por su santidad y su ciencia. La zona se compone de cinco paños, donde se representa a los evangelistas en los laterales, reservando el central para el gran obispo de Ávila. Todo el conjunto es obra del escultor Vasco de la Zarza.
Está trabajado a modo de retablo pétreo con decoración escultórica. Partiendo del arranque de la bóveda, aparece la figura de Dios, situado sobre el relieve de la Natividad de Jesús.

### Coro

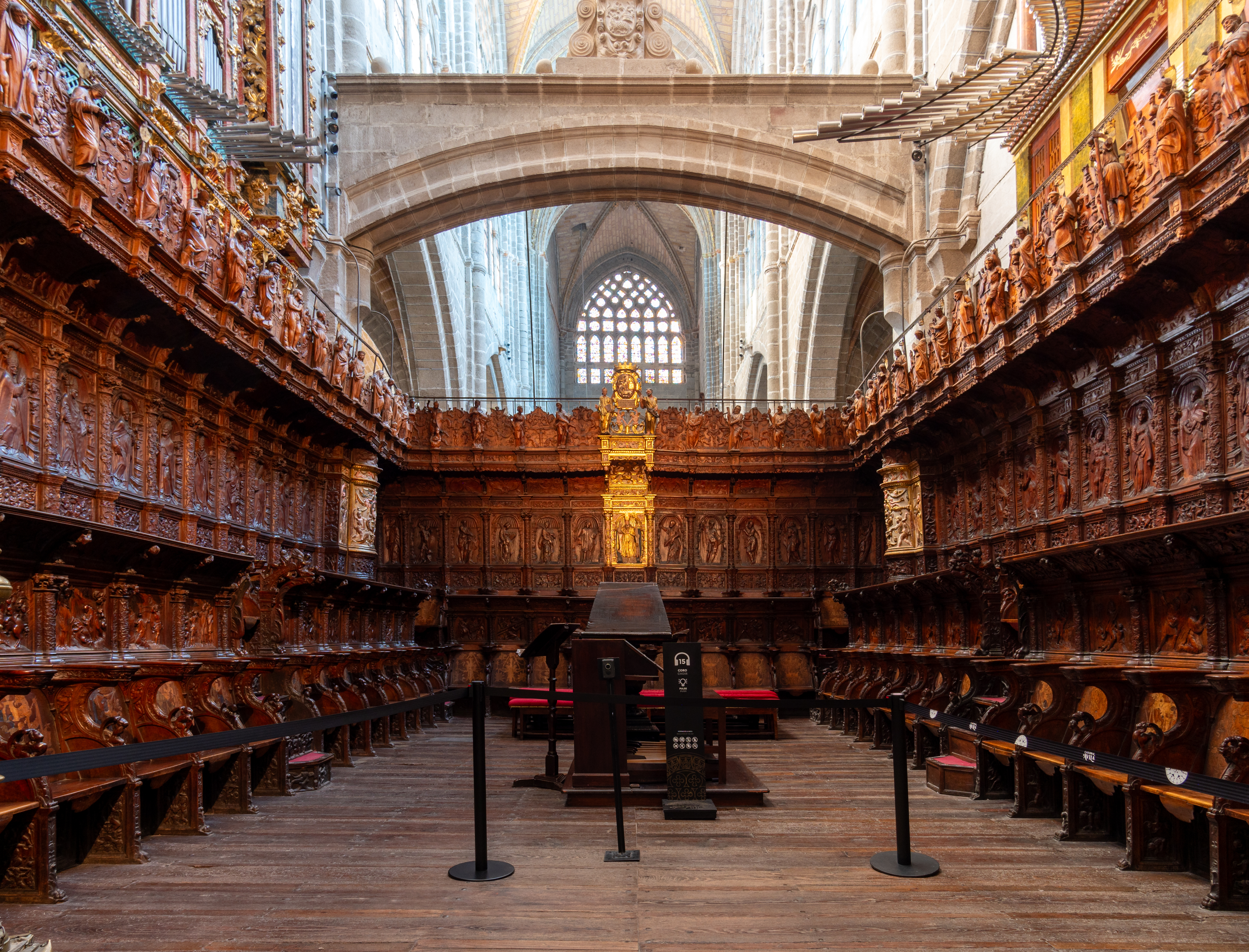
Coro de la catedral de Ávila

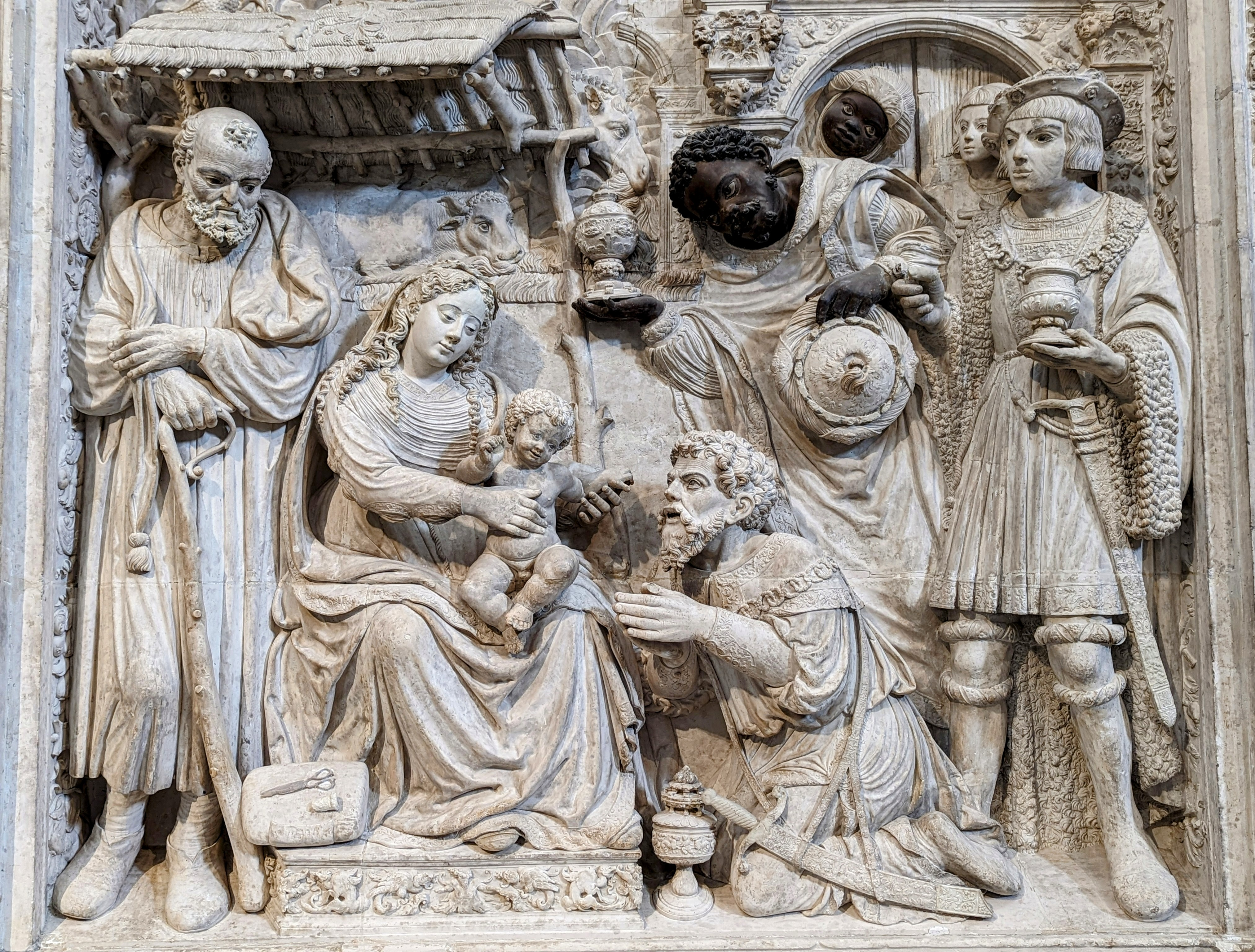
Detalle del trascoro

El coro de la catedral de Ávila se concibió en origen en la capilla mayor, al modo de las catedrales medievales. Sin embargo, la tradición renacentista española de colocar el coro en el cuerpo de la nave lleva al cabildo a sustituir el original, del siglo XIV, por uno nuevo cuya sillería se comienza en 1536. Las obras duraron once años siguiendo los bocetos de Cornielles de Holanda, documentándose la participación de Juan Rodríguez y Lucas Giraldo.
El coro es una pieza renacentista organizada en dos órdenes de asientos y trabajada en madera de nogal. En los respaldos de la primera fila se desarrollan, en medio relieve, las vidas de algunos santos, cubiertos por una cornisa con taraceas ornamentales. Arriba aparecen magníficos genios y figuras monstruosas, así como la representación de los Apóstoles en el paño central, figuras atribuidas a Isidro de Villoldo. En el centro, sobre la silla episcopal, una escultura policromada del primer obispo, San Segundo.
El trascoro es una pieza renacentista dividida en tres calles mediante pilastras entre las que aparecen, de izquierda a derecha, los altorrelieves de La presentación en el Templo, La Adoración de los Reyes y La matanza de los Inocentes.
La rejería que cierra el conjunto fue colocada en el año 1760.

### Vidrieras
Los vitrales de mayor importancia son aquellos correspondientes a la girola, la capilla mayor, el presbiterio y el crucero, todos del siglo XV-XVI. Solo encontramos un único ejemplo de siglos anteriores, la vidriera central superior de la capilla mayor, realiza hacia en el siglo XIV con soluciones de forma y color propias del gótico internacional.

## Personalidades
En la catedral reposan los restos mortales del historiador y penúltimo presidente del gobierno de la Segunda República española en el exilio, Claudio Sánchez-Albornoz, y del presidente del Gobierno de España de 1976 a 1981 Adolfo Suárez y su esposa, Amparo Illana.